# Culcasia caudata
Culcasia caudata är en kallaväxtart som beskrevs av Adolf Engler. Culcasia caudata ingår i släktet Culcasia och familjen kallaväxter.
Artens utbredningsområde är Kongo-Kinshasa. Inga underarter finns listade.